# Julio Murat
Julio Murat (ur. 18 sierpnia 1961 w Karsiyaka) – turecki duchowny katolicki, arcybiskup, nuncjusz apostolski.

## Życiorys
Przygotowanie do kapłaństwa rozpoczął w Rzymie, gdzie 25 maja 1986 otrzymał święcenia kapłańskie z rąk papieża Jana Pawła II w bazylice św. Piotra w Watykanie i został inkardynowany do archidiecezji izmirskiej. Po święceniach kontynuował edukację, studiując prawo kanoniczne na Papieskim Uniwersytecie Urbaniana. W 1991 r. uwieńczył studia prawa, rozprawą doktorską "I diritti soggettivi della buona fama e dell'intimita codificati nel Canone 220".
W 1992 ukończył przygotowanie do służby dyplomatycznej na Papieskiej Akademii Kościelnej, a od 1 stycznia 1994 rozpoczął pracę w placówkach dyplomatycznych Watykanu. Kolejno pracował w Indonezji, Pakistanie, Białorusi, Austrii, a od stycznia 2003 w Sekcji ds. Stosunków z Państwami Sekretariatu Stanu Stolicy Apostolskiej. 
27 stycznia 2012 został mianowany nuncjuszem apostolskim w Zambii oraz biskupem tytularnym Orange. Sakry biskupiej 3 marca 2012 r. udzielił mu w Rzymie Sekretarz Stanu Tarcisio Bertone. Od 6 czerwca 2012 jest akredytowany również w Malawi.
24 marca 2018 papież Franciszek mianował go nuncjuszem apostolskim w Kamerunie. 5 dni później został jednocześnie akredytowany w Gwinei Równikowej. 
9 listopada 2022 został mianowany nuncjuszem apostolskim w Szwecji z jednoczesną akredytacją na Islandii. 25 stycznia 2023 papież Franciszek mianował go również nuncjuszem apostolskim w Danii, 7 marca 2023 – w Finlandii, a 16 marca 2023 – w Norwegii.
Biegle włada językami: włoskim, francuskim, angielskim, niemieckim, greckim, tureckim.